# Isidore Laurent Deroy

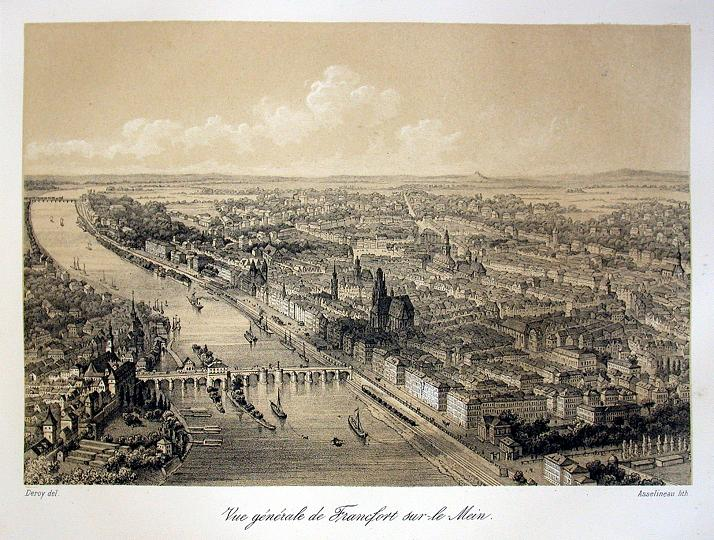
Frankfurt am Main 1860
Zeichnung von Deroy, Lithografie von Léon Auguste Asselineau

Isidore Laurent Deroy (* 13. April 1797 in Paris; † 25. November 1886 ebenda) war ein französischer Landschafts- und Vedutenmaler, Aquarellist und Lithograf.
Deroy, Sohn von Jacques Deroy und Aimee Madeleine Pertuisot, war Schüler des Malers Louis-François Cassas. Er debütierte 1822 auf dem Salon de Paris mit einer Reihe von Sepiazeichnungen, 1827 zeigte er seine ersten Lithografien, die meist Ansichten aus der Studienreise des Künstlers nach Brasilien darstellten.
Deroy, der seine Bilder signierte, stellte in den Salons von 1810, 1812, 1819, 1822 und 1827 aus. Als Lithograf gewann er im Salon von 1836 eine Medaille der dritten Klasse. Neben Lithografien nach eigenen Vorlagen schuf er zahlreiche Lithografien nach Vorlagen anderer Künstler.
Er starb im Alter von 89 Jahren in seinem Haus in Paris.
Ein Teil seiner Werke kam in die Galerie der Herzogin von Berry und des Herzogs von Berry.

## Lithografiesammlungen (Auswahl)
- mit Alphonse Bichebois, Jean Baptiste Arnoud: Souvenirs pittoresques du Rhin. Douze vues lithographiées d'après des dessins pris sur les lieux. Jügel, Frankfurt 1826, 12 Blatt (Digitalisat)
- Les Rives de la Seine, 37 Blatt
- Les Rives de la Loire, 50 Blatt
- La Suisse pittoresque et monumentale, 53 Blatt
- Le voyage au Brésil